# Радовці (Град)
Радовці (словен. Radovci) — поселення в общині Град, Помурський регіон, Словенія. Висота над рівнем моря: 271,2 м.